# 245 Park Avenue
245 Park Avenue, voorheen bekend als het American Tobacco Company Building, het American Brands Building en het Bear Stearns Building, is een wolkenkrabber in de Amerikaanse stad New York. De naam van het gebouw is gelijk aan het adres, 245 Park Avenue, een straat in het stadsdeel Manhattan. De toren werd in 1967 opgeleverd. Tussen 1997 en 2000 werd het gebouw gerenoveerd.

## Ontwerp
245 Park Avenue is 197,51 meter hoog. Het bevat 47 verdiepingen en 32 liften, inclusief 2 goederenliften. Het is door Shreve, Lamb and Harmon Associates in modernistische stijl ontworpen en heeft een totale oppervlakte van 149.670 vierkante meter.
245 Park Avenue is gebouwd van staal en bekleed met geglazuurde bakstenen en glas. Het gebouw ontving de "2000/2001 Pinnacle Award" van de "Building Owners and Managers Association" van New York.